# Monteplase
Monteplase é um fármaco que atua como trombolítico.